# 埃里欽
埃里欽，日本漫畫家。代表作有、《不畫的漫畫家》。

## 來歷
曾擔任土田世紀的助手。2002年，開始在白泉社雜誌《Young Animal》連載。
2009年在《Young Animal》2010年1號開始連載《不畫的漫畫家》至2014年21號。
2015年在同年8月發行的《Young Animal》16號開始連載《池袋彩虹劇場》。至2017年3號終了，第3冊完結篇於同年3月29日發行。

## 人物、風格
- 連載、《不畫的漫畫家（日语：描かないマンガ家）》期間一致以不想努力、不上進、無藥可救（日文所謂的）的題材為故事內容。
- 性別雖然未公開，不過在助手黑澤R原著漫畫曾經以戴著黑色面罩、很像美國職業摔角手毀滅者（英语：Dick Beyer）的形象角色在作品中客串。

## 作品列表
全由白泉社發行。
| 作品名稱（日文原名） | 原作     | 發表雜誌／號                                             | 中文代理   | 冊數  | 備註                                      |
| -------------------- | -------- | -------------------------------------------------------- | ---------- | ----- | ----------------------------------------- |
|                      | －       | 《Young Animal》                                         | 未代理     | 全7冊 | －                                        |
| 不畫的漫畫家（）     | －       | 《Young Animal》2010年1號－2014年21號                    | 長鴻出版社 | 全7冊 | －                                        |
| 池袋彩虹劇場（）     | －       | 《Young Animal》2015年16號－2017年3號                    | 未代理     | 全3冊 | －                                        |
|                      | 鷹野浪流 | 《Young Animal》2019年18號→2020年9月轉移至《Manga Park》 | 未代理     | 全4冊 | 第3冊自2021年12月以後以電子書的方式發行。 |

## 插圖
- 子安秀明《雙燕之空》封面插圖（白泉社〈招財貓文庫〉）[7]

## 助手
- 宮下裕樹（日语：宮下裕樹）
- 古崎亞衣（日语：こざき亜衣）
- 黑澤R
- 平野博壽
- 古屋兔丸